# Prosper Kalenga Muenze Kayamba
 (juin 2022).
La mise en forme du texte ne suit pas les recommandations de Wikipédia : il faut le « wikifier ».
Les points d'amélioration suivants sont les cas les plus fréquents. Le détail des points à revoir est peut-être précisé sur la page de discussion.
- Les titres sont pré-formatés par le logiciel. Ils ne sont ni en capitales, ni en gras.
- Le texte ne doit pas être écrit en capitales (les noms de famille non plus), ni en gras, ni en italique, ni en « petit »…
- Le gras n'est utilisé que pour surligner le titre de l'article dans l'introduction, une seule fois.
- L'italique est rarement utilisé : mots en langue étrangère, titres d'œuvres, noms de bateaux, etc.
- Les citations ne sont pas en italique mais en corps de texte normal. Elles sont entourées par des guillemets français : « et ».
- Les listes à puces sont à éviter, des paragraphes rédigés étant largement préférés. Les tableaux sont à réserver à la présentation de données structurées (résultats, etc.).
- Les appels de note de bas de page (petits chiffres en exposant, introduits par l'outil «  Source ») sont à placer entre la fin de phrase et le point final[comme ça].
- Les liens internes (vers d'autres articles de Wikipédia) sont à choisir avec parcimonie. Créez des liens vers des articles approfondissant le sujet. Les termes génériques sans rapport avec le sujet sont à éviter, ainsi que les répétitions de liens vers un même terme.
- Les liens externes sont à placer uniquement dans une section « Liens externes », à la fin de l'article. Ces liens sont à choisir avec parcimonie suivant les règles définies. Si un lien sert de source à l'article, son insertion dans le texte est à faire par les notes de bas de page.
- La présentation des références doit suivre les conventions bibliographiques. Il est recommandé d'utiliser les modèles {{Ouvrage}}, {{Chapitre}}, {{Article}}, {{Lien web}} et/ou {{Bibliographie}}. Le mode d'édition visuel peut mettre en forme automatiquement les références.
- Insérer une infobox (cadre d'informations à droite) n'est pas obligatoire pour parachever la mise en page.

Pour une aide détaillée, merci de consulter Aide:Wikification.
Si vous pensez que ces points ont été résolus, vous pouvez retirer ce bandeau et améliorer la mise en forme d'un autre article.
Prosper Kalenga Muenze Kayamba, né le 13 février 1951 à Kabongo et mort le 12 juillet 2021 à Lubumbashi, est un médecin, professeur en médecine et chercheur, spécialiste en gynécologie-obstétrique, sciences biomédicales, biologie de la reproduction et en santé publique.
Il fut notamment Président national de l'AMADE RD. Congo présidée par la Princesse Caroline de Monaco et est élu à l'Académie royale de médecine de Belgique en 2021.

## Biographie
Né le 13 février 1951 à Nkoba (Kabongo, Nord – Katanga, RD Congo) et fils d’Adolph Kayamba Nsenga et de Charlotte Mbuyu Mutombo, Prosper Kalenga Muenze Kayamba est Docteur en Médecine (UNIKIN,1980), Spécialiste en Gynécologie-Obstétrique (UNILU,1987), Docteur en Sciences biomédicales, option Biologie de la Reproduction (UCL - Bruxelles, 1992), Agrégé de l’enseignement supérieur en Médecine (UCL – Bruxelles, 1997), Docteur en Santé publique, option Santé de la Reproduction (ULG – Liège, 2004), Docteur Honoris Causa (Université d’Oradea, 2000) et Détenteur d’un brevet et d’une médaille d’or de mérite scientifique de la Chancellerie des Ordres Nationaux de la République Démocratique du Congo (2014).
Le Professeur Prosper Kalenga Muenze Kayamba est depuis 1993 enseignant temps plein à la Faculté de Médecine de l’Université de Lubumbashi où il a exercé les fonctions de Doyen de 1997 à 1999 et de Médecin Directeur des Cliniques Universitaires de 2004 à 2008. Dans la même Faculté, il est actuellement Professeur (depuis 2004) et Chef de Département des Sciences biomédicales (1998 – 2000 et 2003 à ce jour). Par ailleurs, il exerce présentement les fonctions de Recteur de l’Université de Kabongo et d’Administrateur Directeur Général de l’ONG Fondation Mutundu à Lubumbashi.

## Recherches et Influences
Le professeur Kalenga était un enseignant passionné et impliqué qui a formé de nombreux médecins et professeurs. Chercheur enthousiaste et prolifique, il est cité dans de nombreux travaux de recherches. Il a entre autres travaillé sur la fécondation in vitro, le système rénine-angiotensine-aldostérone le dosage et monitoring de l’hCG, l'angiotensine placentaire et l'influence des éléments-traces métalliques sur la fertilité.
Auteur et co-auteur de plus de 100 publications scientifiques, il est aussi promoteur de plus d’une quinzaine de thèses de doctorat et d’agrégation de l’enseignement supérieur en médecine orientés vers les domaines de gynécologie obstétrique, biologie et santé de la reproduction.
On compte sa participation à la gestion de nombreux projets de recherche et de formation en sandwich en Biologie et Santé de la Reproduction en collaboration avec des Professeurs de l’Université Catholique de Louvain (UCLouvain), de l’Université de Liège (ULiège), de l’Université Libre de Bruxelles (ULB) et de l'Université d’Oradea.
Entre 1998 et 2018, il fut également Coordonnateur local d’un projet interuniversitaire ciblé UNILU RDC-CUD BELGIQUE (PIC Iode UNILU-CUD : 2008-2013) et Responsable de l’Activité CUI Lub 03 du P3 UNILU – CUD (avril 2008-2013), Directeur Général de l’Institut Supérieur Pédagogique de Kabongo (2004-2016) et Directeur Général du Centre Pilote de Médecine de la Reproduction (CEPIMER) (1998-2018).

## Autres activités et engagement
Le Docteur a créé, et participé à la création et au développement, de plusieurs structures de soins, d'enseignement et de recherche. En plus de ses activités scientifiques et académiques, il a aussi coordonné de 2011 à 2015 les activités de soins de santé communautaire au niveau de la Province du Katanga en sa qualité de Conseiller Médical du Gouverneur Moïse Katumbi Chapwe. En 2011, il est élu Président national de l'AMADE RD. Congo présidée par la Princesse Caroline de Monaco.

## Distinctions et honneurs
- Docteur honoris causa de l'Université d'Oradea en 2000.
- Détenteur d'un brevet et d'une médaille d'or de mérite scientifique de la Chancellerie des Ordres Nationaux en 2014.
- Dignitaire d'état en 2015.
- Membre de l’Académie royale de médecine de Belgique en 2021.

## Publications
(février 2022).
Prosper Kalenga est l’auteur et le co-auteur de plus d'une centaine de publications scientifiques.

### Sélection d'ouvrages
- Kalenga MK (2019) Initiation à la Recherche Scientifique Médicale et la Communication écrite et orale. Guide pour les étudiants et jeunes chercheurs. Presses Universitaires de Lubumbashi, pp128[1].
- Kalenga MK et Robert Annie (2018) La stratégie de contrôle de la carence iodée et la surcharge en iode chez la femme enceinte à Lubumbashi. Guide d’éducation à la santé à l’initiative de la Coordination du PIC Iode UNILU/CUD 2008-2013. Presses Universitaires de Lubumbashi, pp 44[2].
- Kalenga MK (2020) Eléments Biologie Clinique. Ouvrage visant à aider l’étudiant en médecine dans sa formation et le clinicien dans sa pratique quotidienne. Presses Universitaires de Lubumbashi, pp165.
- Kalenga MK et Kakoma JB (2021). Traité d’Obstétrique, pp452. Soumis pour publication.

### Sélection d'articles scientifiques
- Semakuba MSB || Twite KE || Kasamba IE || Tshibumbu KE || Kibulu KJ || Mbuya K || Ekwalanga BM || Assumani N || Kalenga MK (2021) Distribution Des Taux Des Plaquettes Maternelles et Neonatales Aux Cliniques Universitaires De Lubumbashi IOSR Journal of Dental and Medical Sciences (IOSR-JDMS)  (ISSN 2279-0853 et 2279-0861). Volume 20, Issue 1 Ser.2 (January. 2021), PP 57– 64[3]
- Ignace Bwana Kangulu, EK Umba, Deddy Kalonji Cibuabua, Clovis Mwamba Ilunga, Adellard Umba Ndolo, Michel Kabamba Nzaji, Prosper Kalenga Kayamba (2013) About a case of very prolonged abdominal pregnancy. The Pan African Medical Journal, 25 Sep 2013[4]
- Habimana L, Twite KE, Wallemacq P, De Nayer P, Daumerie C, Donnen P, Kalenga MK, Robert A (2013). Iodine and Iron status of pregnant women in Lubumbashi, Democratic Republic of Congo. Public Health Nutr. Aug: 16(8): 1362-70[5].
- Kalenga MK, de Gasparo M, Thomas K, De Hertogh R. (1996b) Down-regulation of angiotensin AT1 receptor by progesterone in human placenta..J Clin Endocrinol Metab. 81, 998-1002[6].
- Kalenga MK, de Gasparo M, Thomas K, De Hertogh R (1995) Angiotensin II stimulates estradiol secretion from human placental explants through AT1 receptor activation. J Clin Endocrinol Metab. 80, 1233-1237[7].
- Kalenga MK, de Gasparo M, De Hertogh R, Whitebread S, Vankrieken L, Thomas K, (1991b) Les récepteurs de l’angiotensine II dans le placenta humain sont de type AT1 Reprod Nutr Dev, 31, 257-257[8]
- Kalenga MK, De Hertogh R, Loumaye E, Vankrieken L, Thomas K. (1990a) Méthode mise au point pour le dosage et le monitoring de l’hCG urinaire. Rev Fr Gynécol Obstét, 85,167-163[9]
- Kalenga MK, De Hertogh R, Loumaye E, Vankrieken L, Thomas K. (1990b) Intérêt du dosage immunoradio-métrique de l’hCG urinaire dans un programme de Fécondation in vitro. J Gynécol Obstét Biol Reprod, 20. 143-148[10]
- Nsungula K, Kalenga MK. (1984) Premier bilan parasitologique chez la femme enceinte au Centre de Santé et Maternité de la Ruashi. Njanja Médical, 8, 10-13[11].
- Kalenga MK. Mutach K, Talleyrand D. (1984) Le syndrome du testicule féminisant à propos d’un cas. Méd Afr Noire, 23, 93-96[12].
- Nsungula K, Mukendi K, Kalenga MK. (1985) Évolution d’une grossesse gémellaire après la mort in utero et la momification de l’un des fœtus. À propos de deux observations, Njanja Médical, 11, 9-13.